# Lucio Marcio Censorino (cónsul 39 a. C.)
Lucio Marcio Censorino  fue un político romano de la república tardía, cónsul en 39 a. C. y ferviente partidario de Marco Antonio.

## Carrera pública
Comenzó su carrera política como senador durante el gobierno de Julio César. Cuando éste fue asesinado, él y Cayo Calvisio Sabino fueron los únicos en el Senado que se opusieron a la concesión de una amnistía a los asesinos.
Fue pretor en 43 a. C. y participó en la guerra de Módena en el bando de Marco Antonio. Al año siguiente, participó en la batalla de Filipos bajo las órdenes de Marco Antonio y Augusto, tras lo cual, el primero lo dejó a cargo de Macedonia y Acaya en el año 41 a. C.  Allí estuvo hasta la llegada de su sucesor, Cayo Asinio Polión. Gracias a su adhesión a Antonio, fue nombrado cónsul  para el 39 a. C. junto a Cayo Calvisio Sabino. El 1 de enero de ese año, primer día de su consulado, celebró un triunfo por algunos éxitos que habría obtenido en Macedonia, cuando era su gobernador.
En recompensa por su lealtad, los triunviros le concedieron la casa del monte Palatino que había pertenecido a Cicerón, cuyo valor se estimaba en tres millones quinientos mil sestercios. A su muerte, esta casa pasaría a Tito Estatilio Tauro.

## Descendencia
Su hijo fue Cayo Marcio Censorino, cónsul en 8 a. C.